# Calocephalus
Calocephalus je rod rostlin z čeledi hvězdnicovitých, tribu Gnaphaliaeae, australský endemit.

## Názvosloví
Calocephalus se v českých zemích nazývá drátovec nebo krásnohlávek. Namísto původního řeckého názvu se nyní v jejich domovině používá název: Leucophyta (od "leuco": šedo-bílý a "phyto": rostlina).

## Obecný popis
Jde o jednoroční rostliny nebo trvalky, od bylin po keře, s různě postavenými listy, přisedlými, celistvé okraje, ochlupené či lysé. Celkově vlasovitá konstituce a květy zpravidla bez kališních lístků, na konečcích stvolů.

## Druhy
1. Calocephalus aervoides (F.Muell.) Benth.
2. Calocephalus (Leucophyta) brownii Cas., Muel.
3. Calocephalus citreus Less.
4. Calocephalus francisii (F.Muell.) Benth
5. Calocephalus knappii (F.Muell.) Ewart & Jean White
6. Calocephalus lacteus Less.
7. Calocephalus lessingii Ewart
8. Calocephalus multiflorus (Turcz.) Benth.
9. Calocephalus platycephalus (F.Muell.) Benth.
10. Calocephalus sonderi F.Muell.